# Reformierte Kirche Felsberg GR

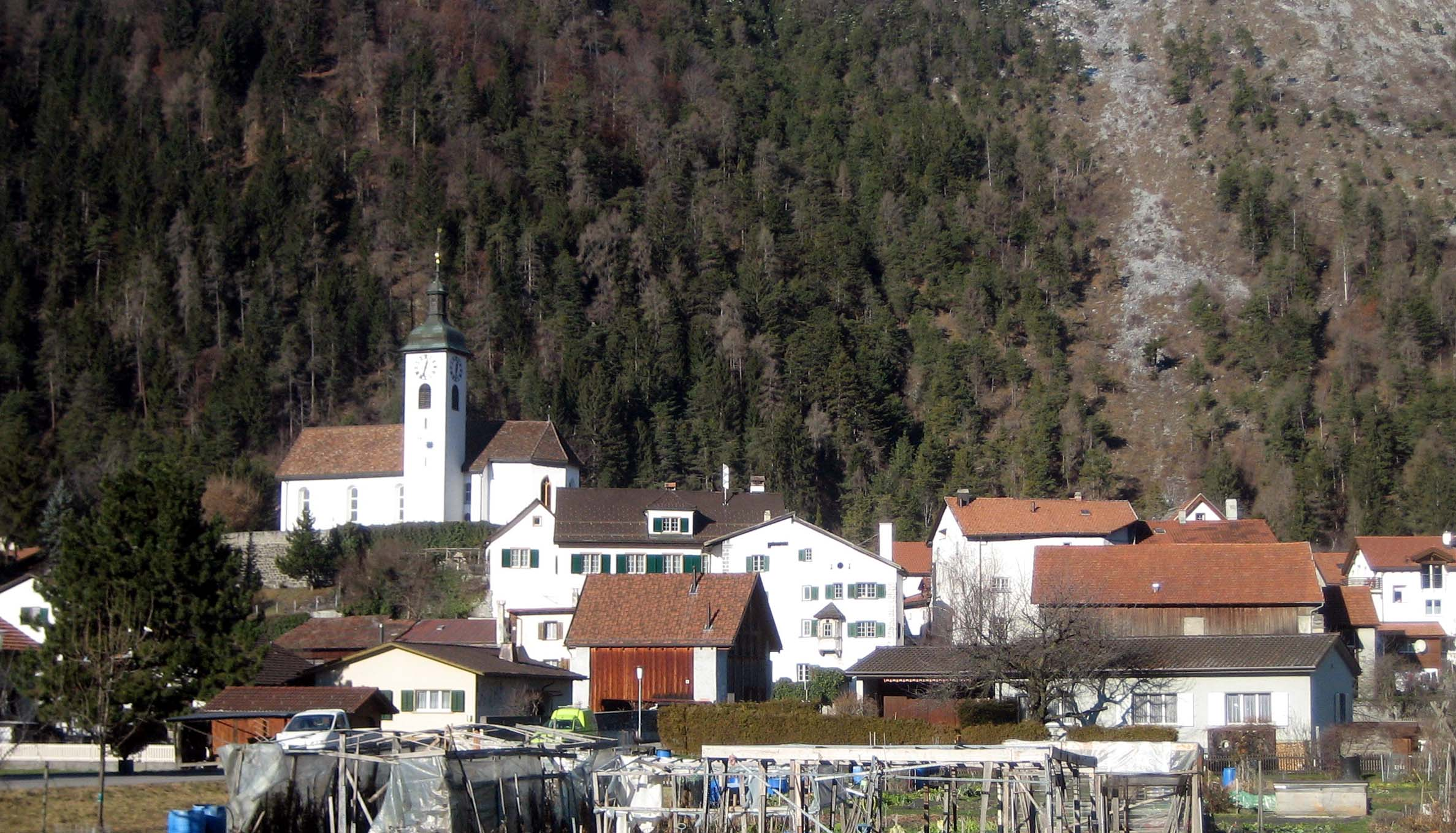
Die Felsberger Kirche in der Dorfmitte

Die reformierte Kirche in Felsberg (auch gebräuchlich: evangelische Kirche Felsberg) im Kanton Graubünden nahe bei Chur ist ein evangelisch-reformiertes Gotteshaus unter Denkmalschutz.

## Geschichte und Ausstattung

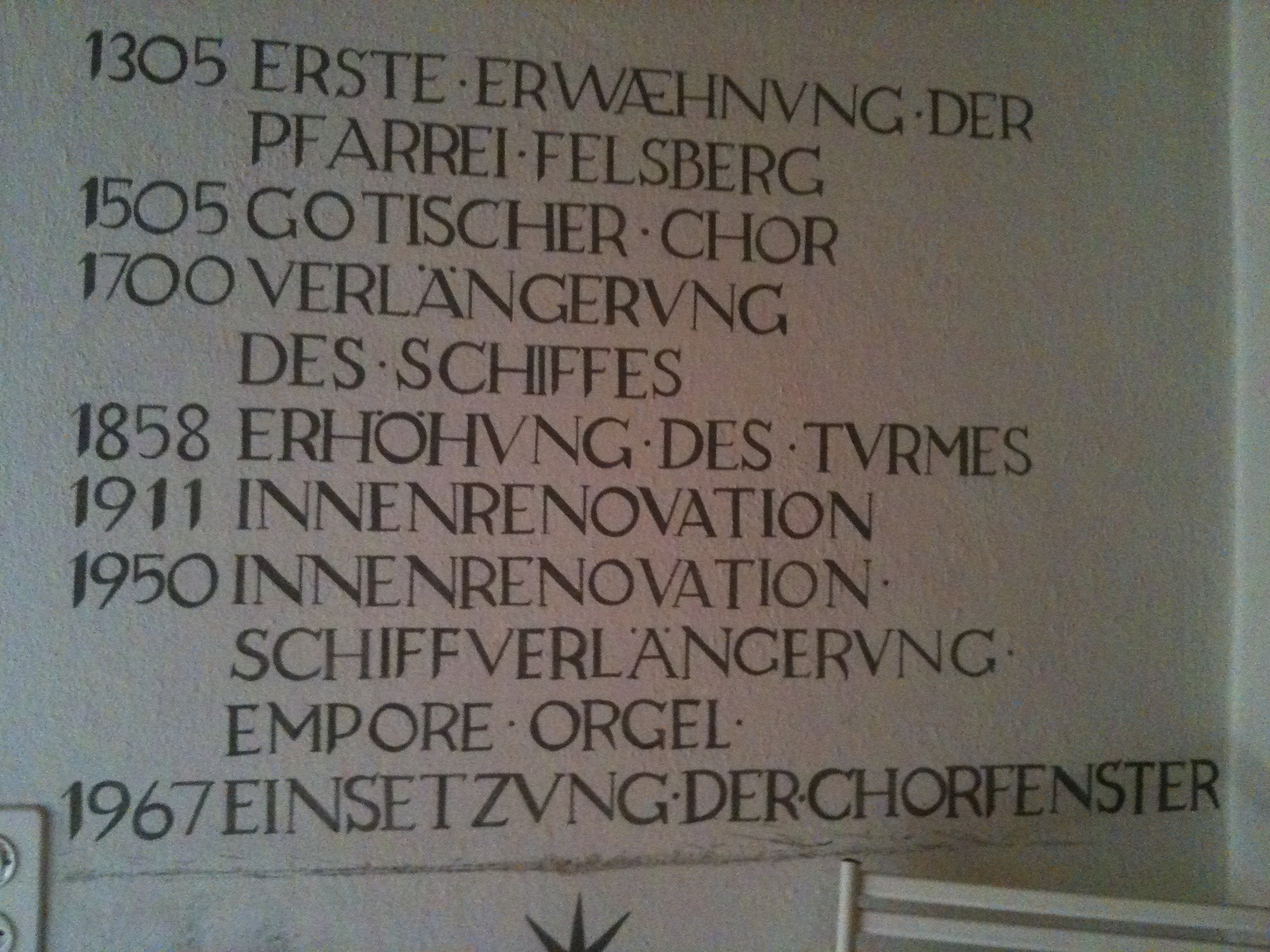
Kurze Kirchenchronik auf einer Tafel hinter dem Portal

Ersturkundlich bezeugt ist ein Kirchengebäude an der heutigen Lage bereits im Urbar des Karolingerreichs 831. Ursprünglich durch kaiserliche Schenkung dem Kloster Reichenau zugehörig, kam die Felsberger Kirche durch Tausch 1305 in den Besitz des Klosters Churwalden.
Die seit 1491 unter dem Patrozinium des Apostels Thomas stehende Kirche erfährt noch in vorreformatorischer Zeit 1505 einen völligen Neubau in spätgotischem Stil. Nach Annahme der Reformation wurde der Bau zu einer reformierten Predigtkirche.
Seit 1526 wurden auch die Einwohner von Obersays, einer Fraktion der Siedlung Says, reformierte Kirchgenossen Felsbergs. Sie betraten die Kirche durch einen eigenen Eingang, das Saysertörli.
Die Kanzel zwischen Langhaus und Chor mit markantem Schalldeckel datiert auf das Jahr 1686.
Das Jahr 1909 brachte eine Gütertrennung der politischen und der Kirchgemeinde Felsberg. 1950/51 wurde die Kirche einer Totalrenovation unterzogen, wobei das Kirchenschiff ausgebaut und eine gewölbte Holzdecke sowie eine Orgel eingebaut wurden. Im auf der Südseite der geosteten Kirche angebaute Kirchturm befinden sich drei Glocken. 1967 wurden die drei Buntglasfenster im Chor eingesetzt.

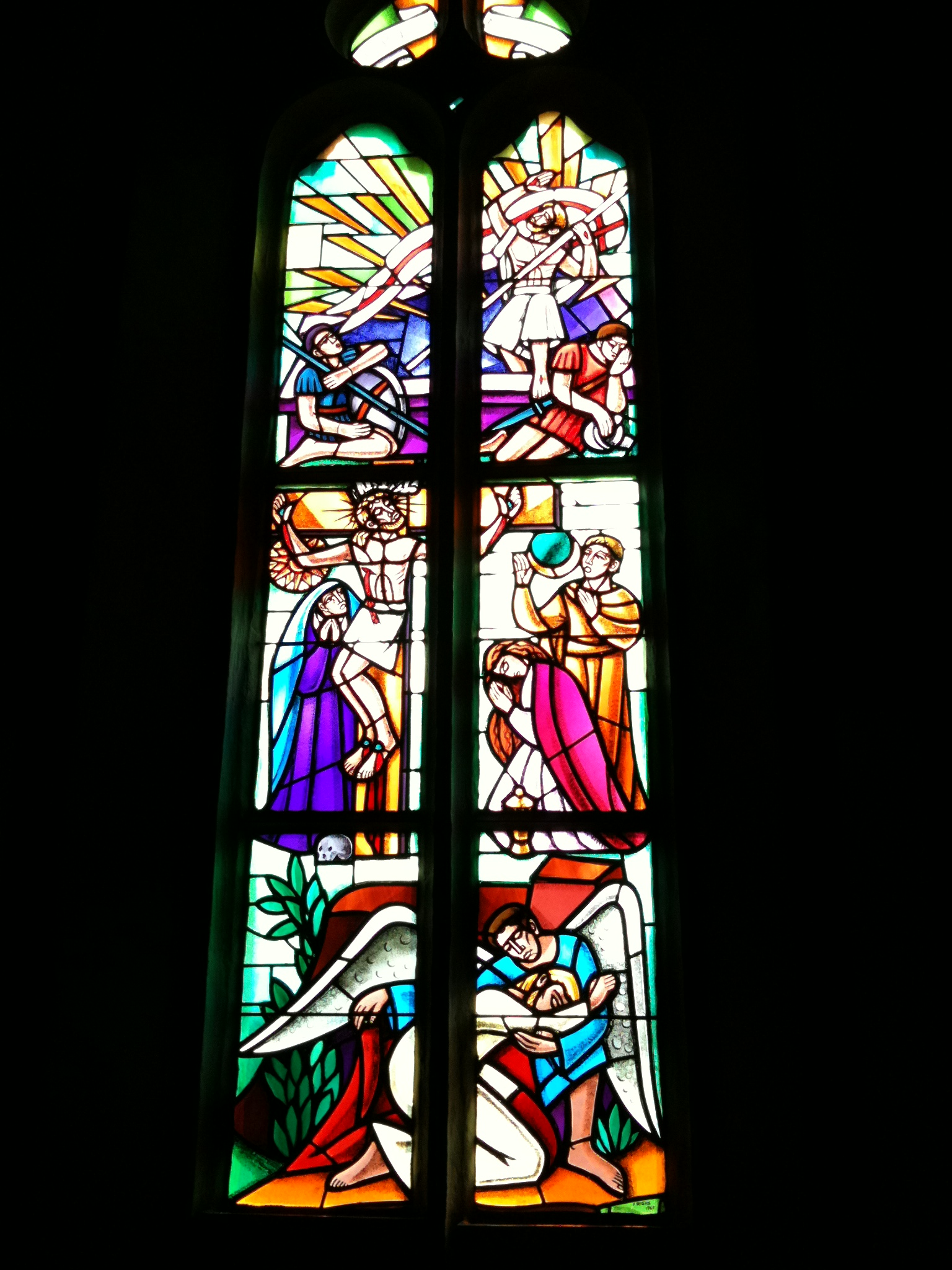
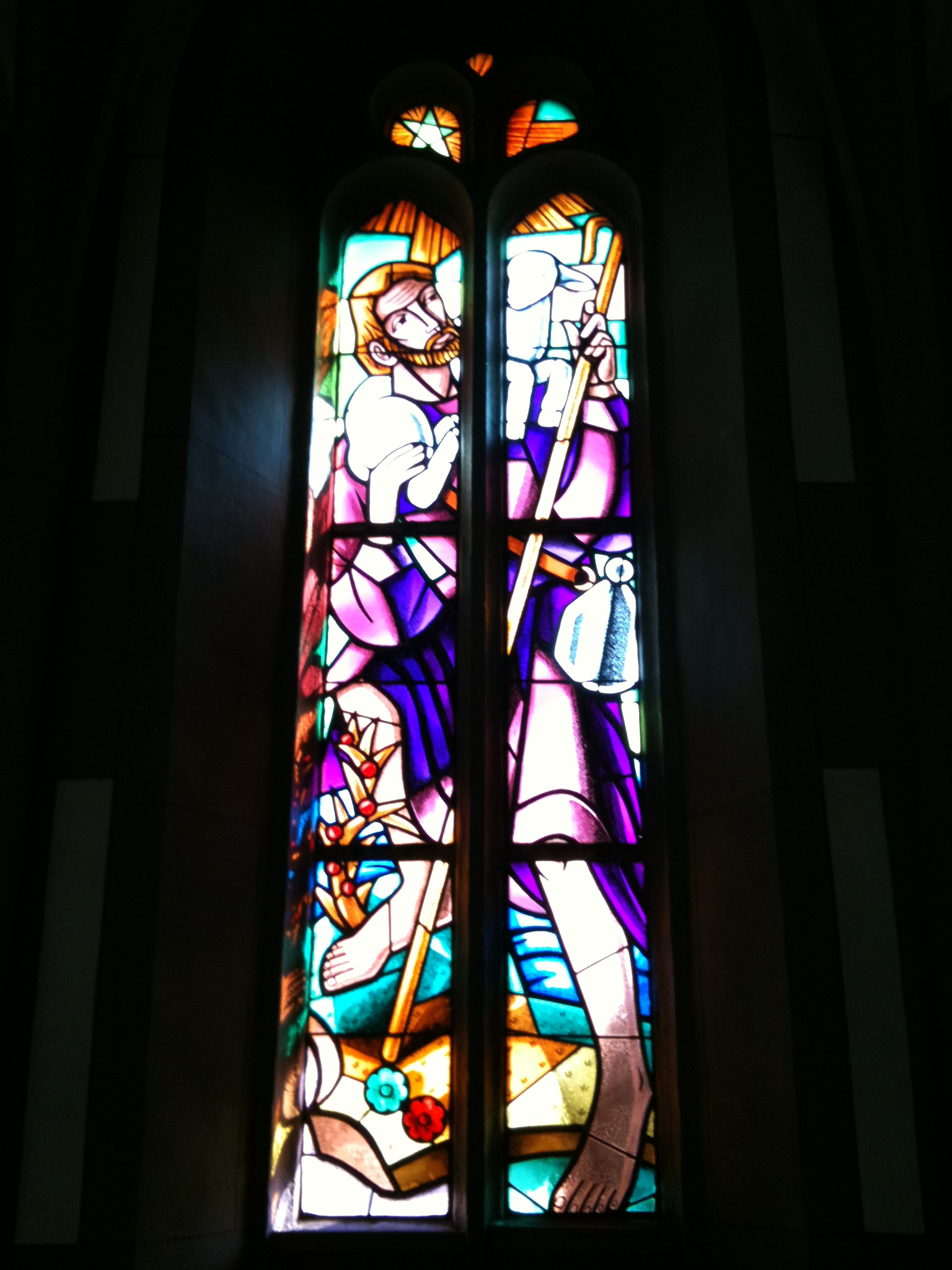
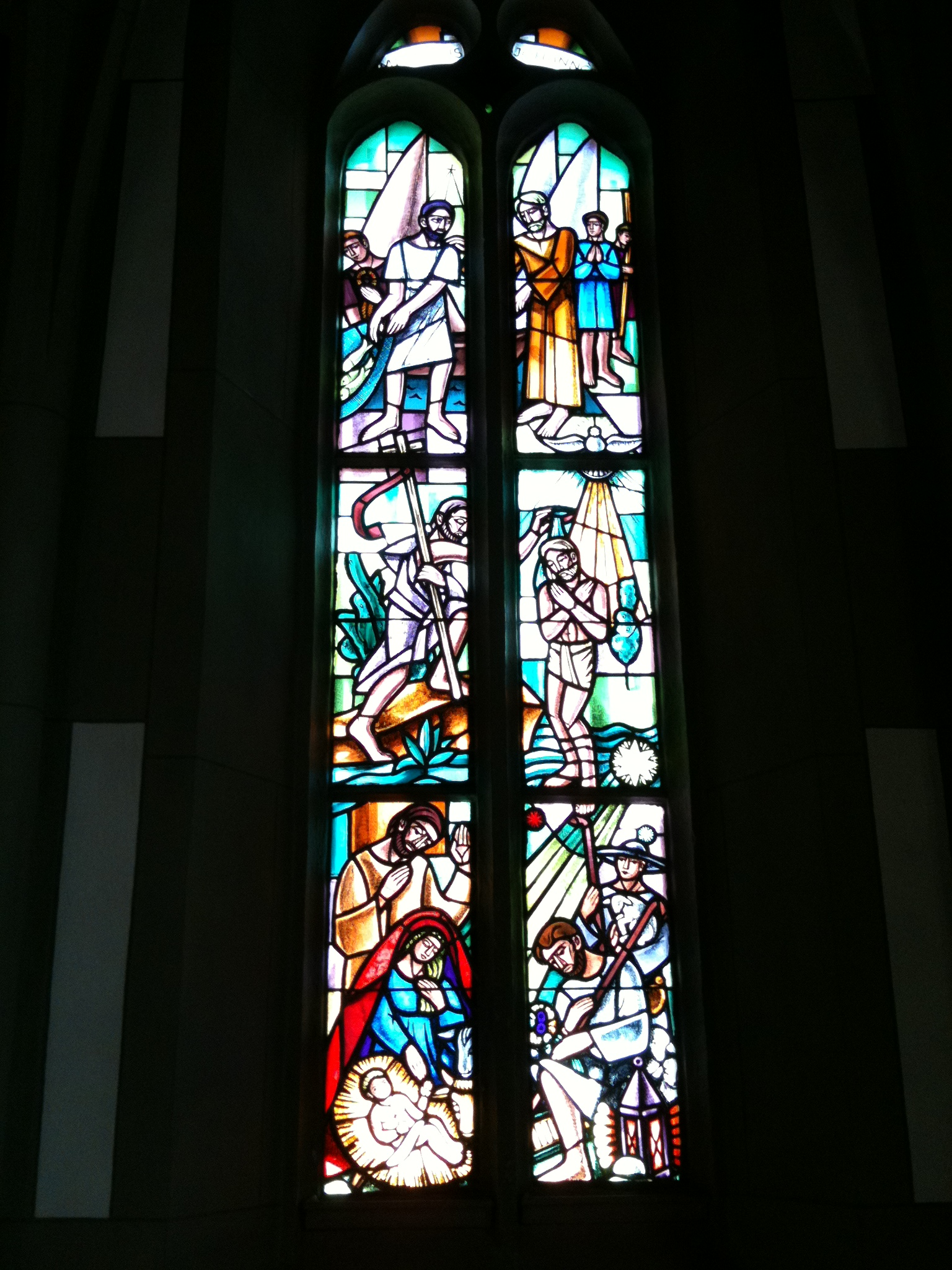

In den Jahren 2022/2023 wurden Kirche und umgebender Friedhof als Gemeinschaftsprojekt der Evangelischen Kirchgemeinde und der politischen Gemeinde Felsberg umgestaltet. Unter anderem wurde eine Luft-Wärme-Pumpe als neue Heizung installiert, die Kirchenbänke wurden ausgebaut und zu einem zentralen langen Tisch umgearbeitet, der Taufstein wurde vor die Kirche unter ein Vordach versetzt. An einer der Längswände im Kirchenschiff ist ein Zitat von Huldrych Zwingli zu lesen:

«Ein Christ sein heißt nicht von Christus schwätzen / sondern wandeln wie Christus gewandelt ist.»
Auf der 1951 eingebauten Empore stellte die Manufaktur Metzler Orgelbau eine zweimanualige Orgel mit 15 Registern auf. 2019 wurde sie einer Revision durch Orgelbau Felsberg unterzogen.
1870 gossen die Gebrüder Theus aus Felsberg drei neue Glocken für die reformierte Kirche. Die grosse Glocke musste aber schon 1909 durch einen Neuguss von Jakob Egger aus Staad ersetzt werden.
| Glocke    | 1      | 2      | 3      |
| --------- | ------ | ------ | ------ |
| Gewicht   | 900 kg | 235 kg | 135 kg |
| Schlagton | ges′   | b′     | des″   |

## Kirchliche Organisation
Felsberg ist innerhalb der Evangelisch-reformierten Landeskirche Graubünden eine eigenständige Kirchgemeinde.

## Nachweise
1. ↑  Orgelverzeichnis Schweiz und Liechtenstein: Ref. Kirche Felsberg GR; siehe auch Website der Kirchgemeinde
2. ↑  SRF – Glocken der Heimat: Felsberg, reformierte Kirche; siehe auch Website der Kirchgemeinde

Koordinaten: 46° 50′ 43,6″ N, 9° 28′ 14″ O; CH1903: 754969 / 190262